# Trichosteleum orthophyllum
Trichosteleum orthophyllum är en bladmossart som beskrevs av Brotherus 1908. Trichosteleum orthophyllum ingår i släktet Trichosteleum och familjen Sematophyllaceae. Inga underarter finns listade i Catalogue of Life.